# José Sócrates

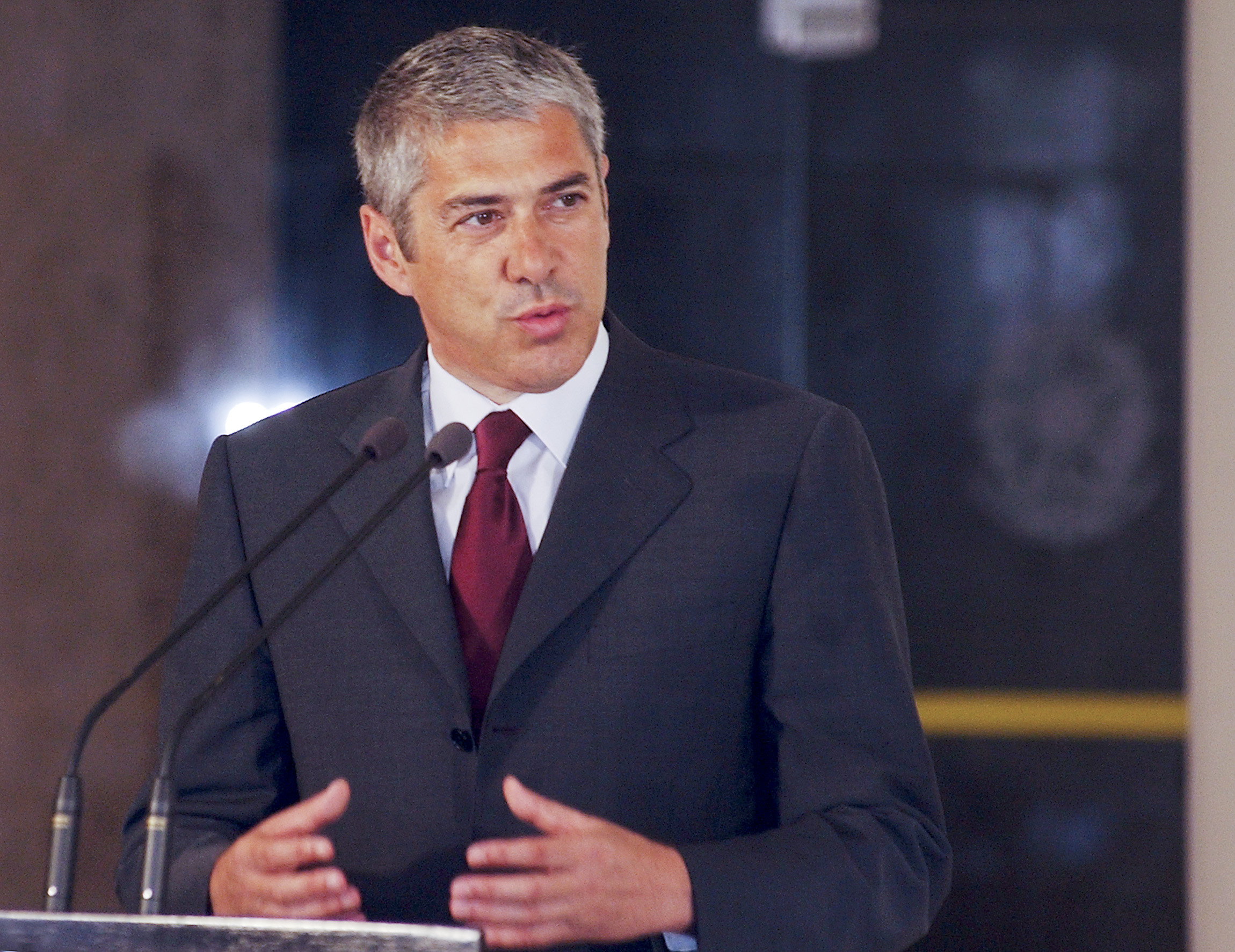
José Sócrates während eines Staatsbesuchs in Brasilien am 9. August 2006

José Sócrates Carvalho Pinto de Sousa, [ʒuˈzɛ ˈsɔkɾɐtɨʃ kɐrˈvaʎu ˈpĩntu də ˈsozɐ] anhörenⓘ, meist einfach nur José Sócrates, (* 6. September 1957 in Vilar de Maçada) ist ein Politiker der sozialdemokratischen Partei Portugals Partido Socialista (PS). Er war von September 2004 bis Juli 2011 Generalsekretär seiner Partei. Vom 12. März 2005 bis 15. Juni 2011 war er Ministerpräsident seines Landes. Im zweiten Halbjahr 2007 hatte er das Amt des Vorsitzenden des Europäischen Rats inne, des obersten Gremiums der EU. Nach dem Wall Street-Crash im September 2008 leitete er im Zuge der Eurokrise die unpopuläre Austeritätspolitik ein und brachte drei Sparmaßnahmenpakete durch das Parlament. Massenproteste steigerten sich bis zu Generalstreiks, die sich gegen diese Sparmaßnahmen richteten. Als das Parlament im März 2011 seiner Minderheitsregierung die Zustimmung zum vierten Sparpaket binnen eines Jahres verweigerte, reichte er am 23. März 2011 sein Rücktrittsgesuch ein, er blieb bis zu den Neuwahlen Anfang Juni im Amt.

## Leben

### Ausbildung
Sócrates wurde am 6. September 1957 in Porto geboren, allerdings wurde sein Geburtsort in Vilar de Maçada, Alijó, im Nordosten des Landes registriert. Seine Kindheit und Jugend verbrachte er in der Stadt Covilhã in der Region Centro. Nach der Grund- und weiterführenden Schulbildung ging er im Jahr 1975 an das Instituto Superior de Engenharia de Coimbra (ISEC), das später in das Polytechnische Institut Coimbra integriert wurde. Dort studierte Sócrates Bauingenieurwesen mit Spezialisierung im Sanitärbereich mit einem Abschluss an der Neuen Universität Lissabon.
Zwischen 1987 und 1993 besuchte er die private Universität Lusíada in Lissabon, wo er sich für Rechtswissenschaft immatrikulierte, das Studium allerdings nicht abschloss. 1994 kehrte er als bereits bekannter Politiker an das ISEC zurück, an dem er seine akademische Ausbildung mit einem CESE-Diplom abschließen wollte. Stattdessen wurde ihm jedoch 1996 eine licenciatura der Universidade Independente im Bauingenieurswesen verliehen, was in der portugiesischen Öffentlichkeit für Verwirrung sorgte.
José Sócrates ist geschieden und hat zwei Kinder. Obwohl sein eigentlicher Familienname Pinto de Sousa lautet, ist er als José Sócrates bekannt.

### Politische Laufbahn

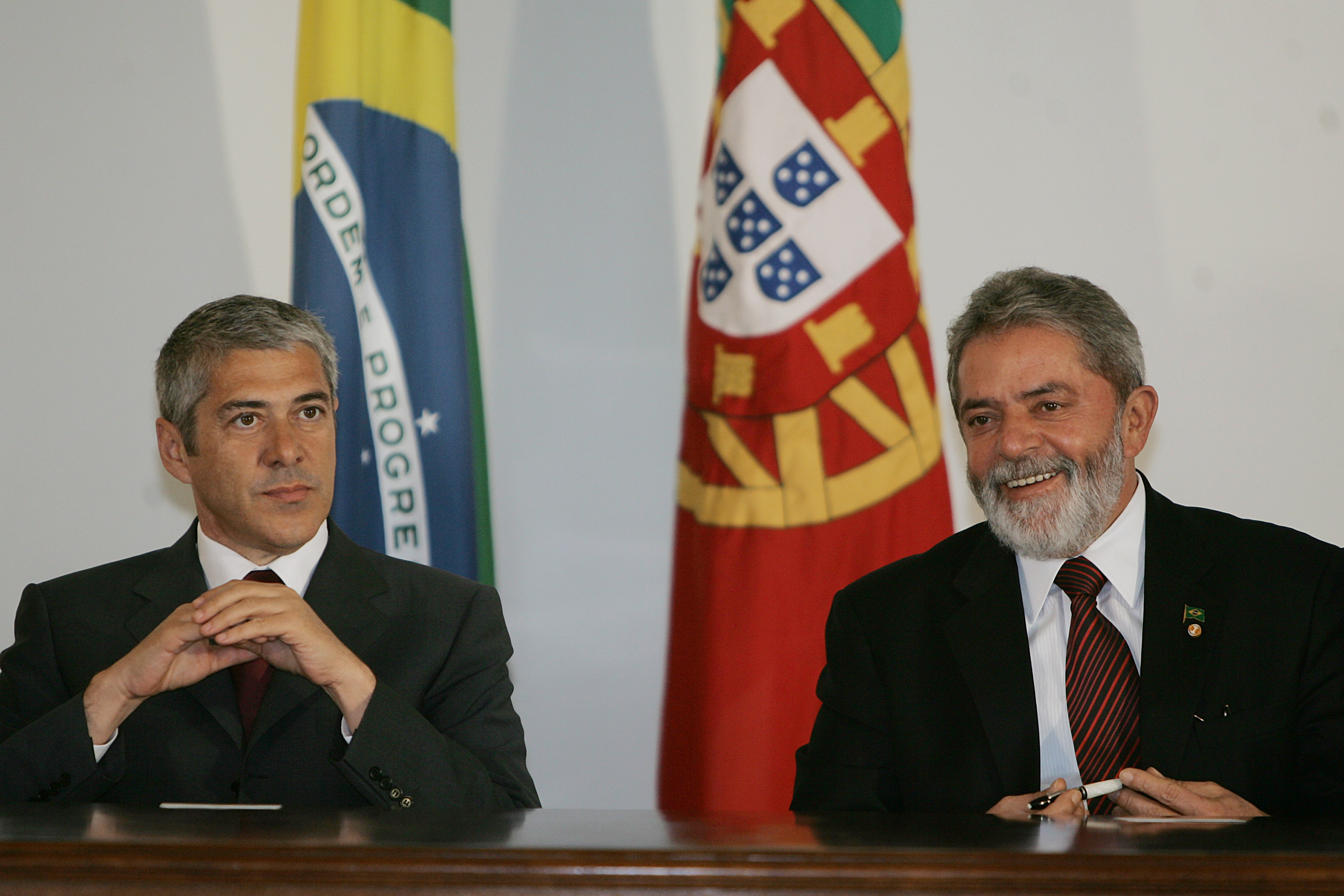
José Sócrates zusammen mit Lula da Silva in Brasília

Seine politische Karriere begann er während der Nelkenrevolution als Mitglied der JSD, der Jugendorganisation der christdemokratisch-konservativen Partido Social Democrata (PSD); allerdings trat er bereits nach einem Jahr aus dem Jugendverband wieder aus.
1981 wurde er Mitglied der sozialdemokratischen Partido Socialista (PS), bei der er 1991 zum Vorstandsmitglied und Pressesprecher aufstieg und im September 2004 zum Generalsekretär gewählt wurde. Von 1986 bis 1995 nahm er die Funktion des Präsidenten des Distriktes Castelo Branco wahr. 1987 wurde er in das portugiesische Parlament gewählt und war von 1999 bis 2002 Umweltminister unter der Regierung António Guterres.
Aufgrund politischer Instabilitäten, verursacht durch die Koalitionsregierung aus PSD und CDS-PP von Premierminister Pedro Santana Lopes, kündigte Staatspräsident Jorge Sampaio am 30. November 2004 vorgezogene Parlamentswahlen an. Die anschließenden Wahlen zur Assembleia da República am 20. Februar 2005 gewann Sócrates mit dem PS mit absoluter Mehrheit und wurde daraufhin vom Parlament zum Premierminister gewählt.
Nachdem am 1. Juli 2007 Portugal turnusgemäß die Ratspräsidentschaft der Europäischen Union von Deutschland übernommen hatte, erhielt Sócrates als deren Vorsitzender die Möglichkeit, sich in einem international gewichtigen politischen Amt zu profilieren.
Bei der Parlamentswahl 2009 erreichte Sócrates’ Regierungspartei einen klaren Sieg, verfehlte aber die 2005 errungene absolute Mehrheit.
Nach einer im Parlament gescheiterten Abstimmung über das vierte Sparpaket seiner Regierung reichte er am 23. März 2011 sein Rücktrittsgesuch ein. Bis zu den Neuwahlen am 5. Juni übte er das Amt geschäftsführend weiter aus. Nach der Wahl wurde er vom christdemokratisch-konservativen Pedro Passos Coelho am 15. Juni als Ministerpräsident Portugals abgelöst.
Im Anschluss an die verloren gegangenen Parlamentswahlen vom 5. Juni 2011 verkündete José Sócrates im Fernsehen seinen Rücktritt als Vorsitzender der PS.

### Kontroversen

#### Freeport
Seit dem Jahr 2005 und insbesondere erneut 2009 berichteten portugiesische und britische Medien, dass der Regierungschef in seiner Amtszeit als Umweltminister im damaligen Kabinett des Ministerpräsidenten António Guterres beim Genehmigungsverfahren für den Bau des Outlet-Einkaufszentrums durch das britische Unternehmen Freeport in der Nähe des geplanten neuen internationalen Lissaboner Flughafens bei Alcochete bewusst Umweltschutzbestimmungen umgangen haben soll. Das Einkaufszentrum wurde zum Teil in einer besonderen Umweltschutzzone im Ästuar des Tejo-Flusses geplant. Die Affäre bestimmte die öffentliche Berichterstattung und parlamentarische Debatten in Portugal über mehrere Monate.
Während portugiesische Strafverfolgungsbehörden nach offiziellen Angaben keine Ermittlungen gegen Sócrates einleiteten und der Ministerpräsident bekräftigte, dass das Freeport-Projekt allen rechtlichen Anforderungen erfülle, wollte das britische Serious Fraud Office (SFO), das mit der Strafverfolgung schwerer Betrugsdelikte betraut war, den Wahrheitsgehalt der in Portugal veröffentlichten Berichte nicht bestätigen. Auf einer DVD der britischen Polizei, deren Inhalte im März 2009 an die portugiesische Presse gelangten, warf der mit der Abwicklung des Genehmigungsverfahrens betraute Gutachter Charles Smith dem portugiesischen Regierungschef Korruption vor und beschuldigte ihn, über einen Cousin private Zahlungen für die Lizenzvergabe für das Bauvorhaben entgegengenommen zu haben. Die Serious Fraud Office (SFO) schloss die Untersuchung im November 2009 ab und gab die Ermittlungen zurück zu den portugiesischen Behörden.

### Korruptionsskandal
Am 22. November 2014 wurde Sócrates wegen des Verdachts der Steuerhinterziehung, Geldwäsche und Korruption am Flughafen Lissabon festgenommen. Zur gleichen Zeit wie Sócrates wurden noch drei weitere Verdächtigte festgenommen: sein Freund Carlos Santos Silva von dem Bauunternehmen Lena, dessen Rechtsanwalt Goncalo Ferreira, der für die zweite Santos-Firma Proengel tätig war und mittlerweile unter Auflagen freigelassen wurde und sein Fahrer João Perna.
Erst ein Jahr später wurde Sócrates aus der U-Haft entlassen, im September 2015 – mitten im Wahlkampf zur Parlamentswahl – wurde er in seiner Wohnung unter Hausarrest gestellt. Am 16. Oktober 2015, zwei Wochen nach den Wahlen, durfte er erstmals das Haus verlassen.